# Ivan Merz
Ivan Merz (Banja Luka, 16 de dezembro de 1896 - 10 de maio de 1928) era um leigo acadêmico croata, beatificado pelo Papa João Paulo II em 22 de junho de 2003 quando da visita deste a Banja Luka (Bósnia). Ivan Merz era o promotor do movimento litúrgico na Croácia e com Ivo Protulipac criou um movimento para jovens.